# Лартер, Клара Этелинда

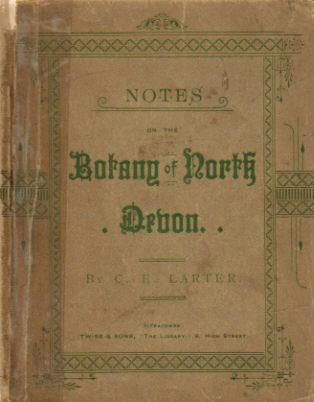
Обложка книги «Notes on the Botany of North Devon» (1897)

Клара Этелинда Лартер (англ. Clara Ethelinda Larter; 27 июня 1847 — 13 мая 1936) — британский ботаник, известная своими исследованиями флоры Девона.

## Биография
Клара Лартер родилась в Лидсе, была старшей дочерью Томаса Лартера, учителя английского языка. В 1857 году семья переехала в Торки.
Лартер начала ботанические исследования в 1897 году, в 1906 году вступила в Ассоциацию Девона, в 1909 году стала секретарем нового комитета по ботанике. В 1930—1936 годах она была председателем ботанической секции Ассоциации Девона. В 1909 году она также вступила в Общество естественной истории Торки, и в 1913—1917, 1919—1923 и 1926—1928 годах была членом комитета этого общества. В 1917, 1918, 1928 и 1929 годах она была вице-президентом Общества естественной истории Торки, и в 1925—1936 годах — председателем ботанической секции. В 1932 году она стала почетным членом этого общества. В 1912 году Клара Лартер стала научным сотрудником Лондонского Линнеевского общества.
Ее последняя работа «Flora of Devon» была опубликована посмертно. Лартер была главным редактором этого издания в 1930—1935 годах, но была вынуждена уйти в отставку из-за плохого состояния здоровья. Свой цветок она завещала Национальному музею истории Торки, а коллекции растений Оксфордскому университету.
Умерла в Торки 13 мая 1936 года.

## Отдельные научные труды
Larter, Clara E. Notes on the Botany of North Devon (неопр.). — Ilfracombe: Twiss and Sons, 1897.

Larter, Clara E. Manual of the flora of Torquay (неопр.). — Torquay: Andrew Iredale, 1900.

Larter, Clara E. Minehead, Porlock and Dunster: the seaboard of Exmoor (англ.). — London: Homeland Association, 1918. (книга выдержала 21 издание)

## Чествования имени
Вид растений «Kallymenia larterae» (Holmes, 1907) (в оригинале «Callymenia larteriae») была названа в ее честь.